# ATE Bank
ATE Bank (Agricultural Bank of Greece) este a patra bancă din Grecia după active.
Deține o cotă de piață de 8% din piața creditelor locale și de 10% din cea a depozitelor.
Banca are o prezență puternică pe sectorul agricol, însă are o prezență importantă și pe piețele corporate și de credite ipotecare.
În iulie 2012, grupul elen Piraeus Bank, susținut de stat cu o injecție de capital de 4,7 miliarde euro, a decis să preia partea sănătoasă a băncii agricole a Greciei ATE Bank, controlată de guvernul de la Atena.

## ATE Bank în România
ATE Bank a fost prezentă și în România, unde a fost acționar majoritar (din noiembrie 2006) al Băncii pentru Mica Industrie și Liberă Inițiativă - Mindbank.
Mindbank, una dintre cele mai mici bănci autohtone, a fost preluată printr-o tranzacție de peste 30 de milioane de euro.
În iunie 2006, Mindbank avea active de 79,7 milioane euro - 0,20% din piața românească și se afla pe locul 32 din cele 39 de bănci românești.
În aprilie 2007, Mindbank și-a schimbat denumirea în ATE Bank România.
Grupul ATE mai derulează în România și afaceri pe segmentul asigurărilor, prin ATE Insurance, fosta ABG Insurance.
În aprilie 2013, Piraeus Bank Grecia a vândut subsidiara ATE Bank din România unor investitori români, pentru aproximativ 10 milioane de euro.Astfel a luat naștere Banca Română de Credite și Investiții (BRCI) 